# آکیرا ناکائو (بوکسور)
آکیرا ناکائو (انگلیسی: Akira Nakao؛ زادهٔ ۱۴ اکتبر ۱۹۰۹ - درگذشته نامشخص) بوکسور اهل ژاپن است.